# Италијански бојни брод Бенедето Брин
Бенедето Брин (итал. Benedetto Brin) је био италијански бојни брод класе Ређина Маргерита класификован као преддреднот. Поринут је у бродоградилишту Кастеламаре ди Стабија 1901. г.

## Историја
Брод учествује у Италијанско-турском рату 1911. где напада и бомбардује Триполи, Бенгази, Киренаику и Родос. Брод учествује прилично активно у Првом светском рату.

### Потапање
27. септембра 1915, у 08.00 ујутро, док је био усидрен у италијанској луци Бриндизи, бојног брода Бенедето Брин затресала је јака експлозија у складишту муниције. Убрзо брод почне да гори и тоне. Од 900 чланова посаде, 456 њих је изгубило животе, међу којима и локални контраадмирал. Многи су и рањеници који су пребачени у болнице у град и на друге бродове.
Тачни узроци експлозије и данас се не знају. Највероватније је да је складиште муниције саботирао аустроугарски диверзант или издајнички морнар.